# Erastria
Erastria là một chi bướm đêm thuộc họ Geometridae.

## Các loài
- Erastria coloraria (Fabricius, 1798)
- Erastria cruentaria (Hübner, 1796-99)
- Erastria decrepitaria (Hübner, 1823)
- Erastria viridirufaria (Neumoegen, 1881)